# El Botho
El Botho es una localidad de México localizada en el municipio de San Agustín Tlaxiaca en el estado de Hidalgo.

## Geografía
Se encuentra en la región geográfica del Valle del Mezquital. A la localidad le corresponden las coordenadas geográficas 20° 08’ 21.423” de latitud norte y 98° 53’ 14.599” de longitud oeste, con una altitud de 2308 m s. n. m. Cuenta con un clima templado subhúmedo con lluvias en verano, de menor humedad.
En cuanto a fisiografía se encuentra en la provincia del Eje Neovolcanico, dentro de la subprovincia de Sierras y Llanuras de Querétaro e Hidalgo; su terreno es de sierra. En lo que respecta a la hidrografía se encuentra posicionado en la región del Pánuco, dentro de la cuenca del río Moctezuma, y en la subcuenca del río Actopan.

## Demografía
En 2020 registró una población de 528 personas, lo que corresponde al 1.36 % de la población municipal. De los cuales 242 son hombres y 286 son mujeres.
| Gráfica de evolución demográfica de El Botho entre 1990 y 2020                               |
|                                                                                              |
| Población de los censos y conteos del Instituto Nacional de Estadística y Geografía (INEGI). |